# Batemannia
Batemannia en en slægt af orkidéer, dvs. en slægt i gøgeurt-familien (Orchidaceae), også kendt som orkidé-familien. Slægten omfatter 5 arter, hjemmehørende i Trinidad og Sydamerika.
Se også Batemannia colleyi.